# Al-Urwat Al-Wuṯqà

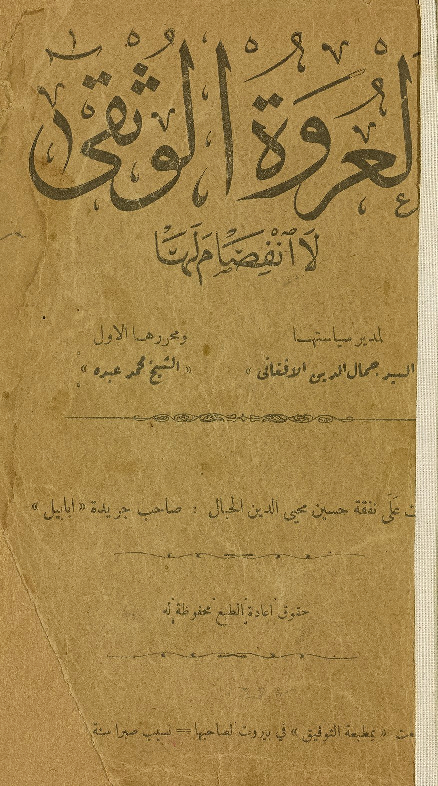
Portada de la revista.

Al-‘Urwat Al-Wuṯqà (en árabe, العروة الوثقى), traducida al español como El Asa Más Firme, El Lazo Indisoluble, El Asidero Irrompible o El Clavo Ardiendo, fue una revista fundada en París en 1884 por Muḥammad ‘Abduh y Ŷamāl al-Dīn al-Afgānī, de nacionalidad egipcia y afgana, respectivamente.  

## Etimología
El nombre de la revista se debe a un término coránico que aparece dos veces en El Libro (Corán 2:256; 31:22):
No cabe coacción en religión. La buena dirección se distingue claramente del descarrío. Quien no cree en los taguts y cree en Dios, ese tal se ase del asidero más firme, de un asidero irrompible. Dios todo lo oye, todo lo sabe.
Corán 2:256
Quien se somete a Dios y hace el bien se habrá aferrado al asidero más firme. El fin de todo es Dios.
Corán 31:22
La Umma es el elemento central, entendiéndose como al-‘urwa («el lazo») que une a todos los musulmanes, el cual es al-wuṯqà o «irrompible».

## Historia
A principios del siglo XIX, el control de Egipto se disputaba entre las tropas napoleónicas y las británicas. Tras estas luchas de dominio, Muḥammad ‘Alī se consolida en el país no solo como figura de poder, sino como fundador del Egipto moderno, gracias a las reformas que llevó a cabo y que sirvieron de inspiración a las Tanẓīmāt.
Hasta ese entonces, Egipto se había convertido en un país que basaba su riqueza en una economía de cultivo frente a la industrialización europea y la correspondiente necesidad de materias primas. A medida que los distintos gobernantes de la dinastía formada por ‘Alī se iban sucediendo, Egipto avanzaba hacia un estado creado en función de los intereses europeos, teniendo como proyecto principal el Canal de Suez, que permitía establecer una conexión con La India.
El control británico comienza a instaurarse de manera sólida en el país bajo el pretexto de ofrecer ayuda a los distintos jedives ante la deplorable situación económica que atravesaba el país, asegurando el establecimiento de una dinastía sobre la cual podían ejercer control. En realidad, el verdadero interés en Egipto era el Canal de Suez, así como la rivalidad con Francia por convertirse en el imperio colonial más poderoso. Como consecuencia de esto, se crea una ruptura entre la dinastía y la población nativa egipcia, donde comenzaba a surgir un sentimiento nacionalista contra la constante ocupación extranjera. Este nacionalismo del pueblo egipcio se alimenta del fuerte descontento con respecto a las figuras locales de poder, que actuaban bajo órdenes europeas y no atendían a las necesidades de la población autóctona. Todos estos factores culminan en una revolución que debe su nombre al coronel que la lidera: la Revuelta de ‘Urābī (1881-1882), la cual dotó al ejército de una sensación de poder y capacidad para intervenir en la vida política del país. Ante esto, los europeos respondieron con una intervención que buscaría restaurar el orden en el país: se impuso el dominio británico a través de un protectorado (calcando el sistema parlamentario francés para dar cabida a las figuras locales egipcias), que perduró hasta 1922.
Paralelamente, se gestaba el debate cultural entre tradición y modernidad. La llegada de Napoleón Bonaparte a Egipto supuso un antes y un después, dando lugar a la Nahda, propiciada por el intercambio y la influencia de Europa en la vida cultural. La prensa se hizo eco de este debate y lo utilizó como instrumento para atraer a la población. En medio de este debate, Muḥammad ‘Abduh, pensador egipcio que vive parte de esta situación política, propone una síntesis entre fe y ciencia para alcanzar la modernidad. ‘Abduh apoyó abiertamente la revolución de ‘Urabi, por lo que fue expulsado de Egipto. Antes de su exilio, conoce a Ŷamāl al-Dīn al-Afgānī, un activista que defendía la unión de todos los pueblos islámicos. ‘Abduh apoyó abiertamente la revolución de ‘Urabi, por lo que tuvo que exiliarse a París, donde se encontró con al-Afgānī.

## Fundación

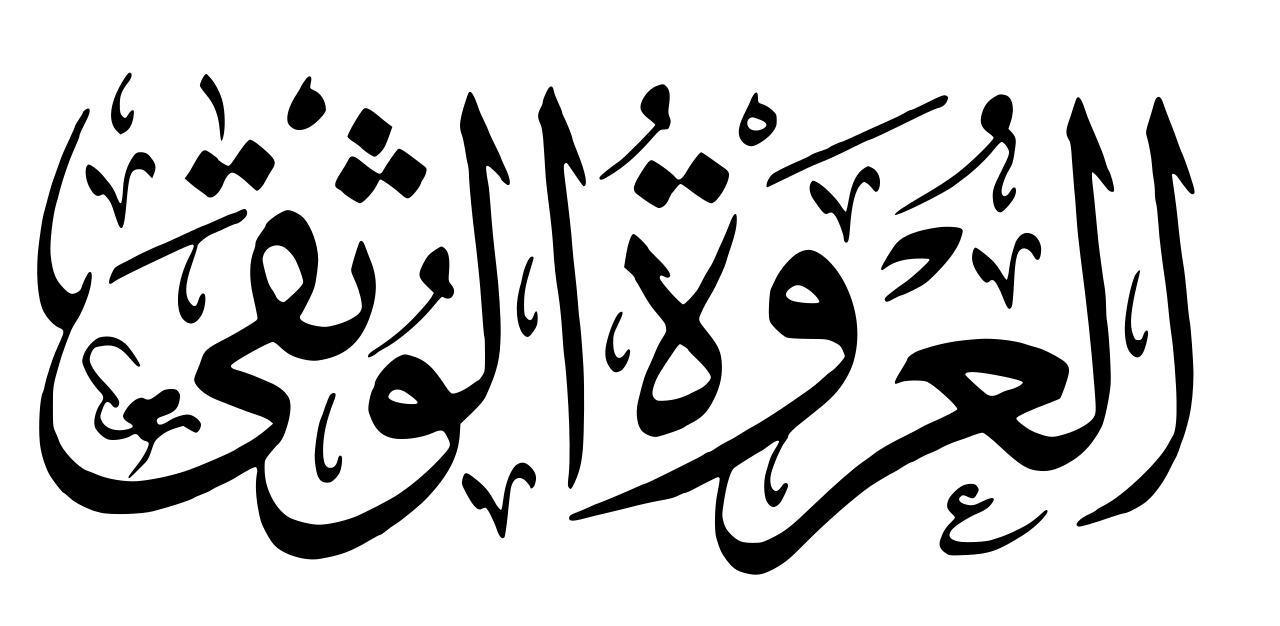

El 13 de marzo de 1884 se publicaba en París el primer número de la revista El Lazo Indisoluble, que tenía por objetivo principal conectar a todos los musulmanes del mundo, a través de una clase de tribuna política que fomentara la educación como instrumento para concienciar a los pueblos islámicos y luchar contra la opresión al pueblo, tanto extranjera como local. Durante el siglo XIX, era bastante común que los intelectuales árabes viajaran a Europa con el objetivo de poder conocer y estudiar otras sociedades.
          En un principio, durante la publicación de los primeros números, su distribución trató de hacerse, de forma clandestina, a todos los países colonizados, aunque el gobierno británico no tardó en percatarse del peligro de su difusión, tomando medidas para impedir su llegada a Egipto, India o Sudán, a través de la incautación de dichos ejemplares.
          Desde el inicio, el contenido de la revista mostrará el rechazo a la ocupación extranjera, culpable de ejercer una dominación permanente y camuflada de un falso proceso de «justicia». Asimismo, su contenido también atacará a las figuras locales por su falta de compromiso con el pueblo, siendo igualmente partícipes del desastre en el que se encontraban sumergidas algunas comunidades. Se utiliza el islam como elemento unificador de todas las personas, pero, en realidad, lo que se está promulgando es un islam como instrumento capaz de cohesionar a todos los pueblos oprimidos para lograr una lucha y acción conjunta.

## Contenido
Alrededor de la revista publicada en París, se desarrolló una sociedad de la que fueron partícipes numerosos intelectuales, tanto locales como extranjeros, como Wilfred Scawen Blunt, Faraḥ Anṭūn, Qāsim ‘Amīn o Yaʻqūb Ṣanūʻ. Esta mezcla de nacionalidad y confesión religiosa de los colaboradores responde al verdadero propósito de la revista: un acto militante. Al-Urwa al-Uthqa se inscribe como precursora del panislamismo en tanto que elemento de unión de una comunidad. Por medio de este panislamismo emergente, se pretende alcanzarse un cambio social, dando lugar a una acción activista a través de la idea de religión (islam). De este modo, el elemento religioso sería el motor de una lucha en favor de la justicia, la independencia y el progreso.
          La revista, compuesta de 104 capítulos, aborda distintos temas relevantes del panorama arabo-islámico del siglo XIX. En su inicio, El Lazo Indisoluble trata de proporcionar información al lector e iniciar un acercamiento hacia conceptos como «religión», «islam» o «nacionalidad», entre otros. Al mismo tiempo, presentan a su principal enemigo: los imperios coloniales. De este modo, la finalidad de este contenido es didáctica, pues hace al pueblo parte de la vida política y crea consciencia de la situación de sumisión de las sociedades autóctonas. Posteriormente, el contenido de la revista se inclina hacia la degradación de la comunidad musulmana, proponiendo como solución la unión de esta misma (Umma) para combatir estas injusticias, así como el ideal de sociedad justa donde todas las personas consigan ser libres e independientes.

          En sus casi quinientas páginas, el panislamismo y la resistencia anticolonial serán los principales pilares. En la revista se recurre al término árabe «التعصّب» (corporativismo) para hacer referencia a la unión de todos los pueblos islámicos, propugnada por al-Afgānī, en favor de un objetivo: la lucha por la justicia e independencia que merecen las naciones de la ’Umma. En este fragmento se intuye la intención intelectual y activista de la revista. Se pretende forjar una conciencia de unión y propagarla por toda la comunidad musulmana, como herramienta para alcanzar una nación justa. También hay énfasis la realización de un proceso mental por parte de cada musulmán, para, así, poder lograr una depuración del islam y equipararlo con la modernidad. Al igual que los primeros capítulos de la revista, el capítulo sexto propone una unidad islámica independiente a la raza o el territorio, siendo la religión el único elemento imprescindible de cohesión:
El corporativismo es esencialmente universal, y constituye el modelo de organizar una nación. También da forma a los sentimientos de los individuos, de tal modo que, si uno de estos sentimientos es dañado por algo foráneo, reaccionará todo ese espíritu colectivo. Por tanto, la condición íntegra y moral se basa en el grado de compromiso y cohesión de este corporativismo [...]. Los adeptos de este corporativismo convergen, integran y unen sus fuerzas militares y políticas para proteger a aquellos con los que comparten religión, incluso si se encuentran en los rincones más remotos del planeta; incluso si sus vínculos raciales se han desmembrado.
Capítulo 6.

El Lazo Indisoluble se caracteriza por ser una revista innovadora, sembrando los cimientos del panislamismo. El Corán es el máximo exponente del vínculo irrompible que une a todos los musulmanes. Dicho vínculo es tan fuerte que podría dar lugar a una nación musulmana contemporánea libre de cualquier perversión. En el capítulo 9 hay un intento de fabricar una conciencia islámica común para todos los pueblos, partiendo de la religión para obtener una identidad común:
Por la hermandad que los apoya en lo que a las creencias se refiere, cada uno de ellos (los musulmanes) siente como derrota personal la caída de una comunidad de su pueblo bajo la autoridad extranjera. Este es un sentimiento grabado su conciencia, donde no existe división, que ha calado adentrándose paulatinamente en sus almas, a partir de los orígenes del saber hacia los que les ha guiado su religión […]. Porque hemos demostrado que la única nacionalidad que tienen los musulmanes es su religión [...]. El acuerdo y la cooperación para consolidar el estado islámico es uno de los pilares más fuertes de la labor de lucha religiosa referente al profeta Muḥammad, y creer en ello es uno de los principales dogmas de los musulmanes [...]. Espero que la autoridad de todos ellos sea el Corán; y la dirección de su unidad, la religión. Cada figura de poder busca salvar a la otra como pueda: su vida por su vida, y su supervivencia por su supervivencia. Dicho principio, sin embargo, aparte de ser el fundamento de su religión, pasa a ser necesario, dado que se rige por la necesidad de estos tiempos.

Capítulo 9.
Sus autores también harán alusión a casos de países concretos, como, por ejemplo, La India. Los ingleses se presentan como adeptos del islam para poder acercarse a la población autóctona india. El capítulo 80 trata de desmontar esta herramienta y lograr que los indios musulmanes comprendan las malas intenciones de los colonizadores. El objetivo es alertar a los musulmanes de todo el mundo, a través de este ejemplo, del peligro de la presencia colonial. El musulmán es consciente de esta situación, y rechaza cualquier sumisión con respecto a las fuerzas extranjeras, luchando continuamente por una independencia y una nación libre:
Muchos periódicos indios declararon que un gran número de ingleses se está asociando en la religión islámica en estos días, y abundan las sospechas en esta nueva estrategia. La opinión pública es que su motivación no es la buena fe de esta religión, ni atenerse a sus sagradas disposiciones; más bien su intención es engañar a los musulmanes a través de sus problemas [...]. Todos los musulmanes, e incluso el resto de los indios, han comprobado el interés perturbador y las malas intenciones de los ingleses: son falsos y traidores. En efecto, son ellos los mentirosos; los hipócritas […]. Tenemos la certeza de que no hay musulmán en La India que no sea plenamente consciente de lo que quieren sus gobernantes británicos, por lo que no creerían en ellos.

Capítulo 80.
El objetivo principal es despertar al pueblo colonizado para que luche en favor de su independencia, y así, poder desarrollar una sociedad acorde con los acontecimientos de la época y compatible con el islam. En todo momento, se intenta apelar a un corporativismo de todos los musulmanes para enfrentar los peligros que afligen a la comunidad y devolverle, tanto a la civilización como a la religión islámica, el esplendor que le caracteriza (aludiendo, en numerosas ocasiones, a los primeros años del islam). Se presentará una visión global del islam, independientemente de la raza o el territorio, siendo la religión el único elemento imprescindible de cohesión. El ámbito intelectual también tendrá un papel importante: la revista pretende que cada musulmán experimente un proceso mental individual, para culminar en una depuración del islam conjunta y poder salvarlo de la decadencia en la que estaba sumergido.

## Disolución
El 16 de octubre de 1884, seis meses después de su fundación, El Asa Más Firme publica su último número. Aparte de la presión ejercida por las autoridades francesas, todo parece apuntar que la separación de al-Afgānī y ‘Abduh habría constituido una razón de peso. Mientras que el primero utilizaría la militancia que representaba la revista para fines políticos, esto hizo que el segundo se alejase de su índole religiosa e intelectual. La reforma social era su punto en común, sin embargo, al-Afgānī tenía una visión más revolucionaria en la práctica, y ‘Abduh se encontraba en encontrar una síntesis de la religión con la ciencia.

## Repercusiones
El mensaje de al-Urwa al-Uthqa no solo caló en los países árabes a los que iba dirigido, sino que también traspasó otras fronteras. En primer lugar, París, sede de la creación de la revista, fue una de las primeras ciudades en hacerse eco de dicho mensaje revolucionario. Esto llegó a oídos de numerosos intelectuales extranjeros que, más allá de convertirse en fieles seguidores de El Lazo Indisoluble, colaboraron en varios números de la revista. Blunt fue el encargado de abrir la causa a Inglaterra, gracias a sus contactos con figuras notables inglesas.
Posteriormente, las ideas publicadas en al-Urwa al-Uthqa tuvieron una gran repercusión en el pensamiento arabo-islámico de la época. En este sentido, Muḥammad Rašīd Riḍā, discípulo de ‘Abduh, se erigió como heredero de esta doctrina, dándole un matiz más militante con la revista Al-Manār (El Faro). Tras la disolución del califato otomano en 1924, Riḍā propuso la restauración de un nuevo califato como solución para la decadencia islámica. Asimismo, Hassan al-Bannā también beberá del salafismo de al-Urwa al-Uthqa a la hora de fundar la organización de los Hermanos Musulmanes en 1928.